# ایالت چوک
ایالت چوک (نام درست چوئوک) یا تروک یکی از چهار ایالت کشور ایالات فدرال میکرونزی است.

## آبخوست‌ها
ایالت چوک گروه آبخوستهای زیر را در بر می‌گیرد:
- تالاب چوک
- نُمویسُفُ
- جزایر هال
- آب‌سنگ حلقوی نامونوییتو (آبخوست‌های ماگور) در شمال باختر
- پاتیو در باختر
- جزایر نوموئی

## تاریخچه

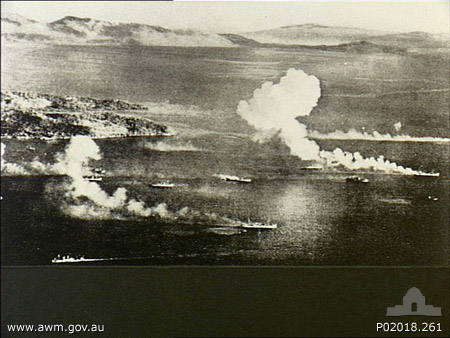
نابودی کشتی امپراتوری استعماری ژاپن در چوک در هنگام جنگ جهانی دوم (۱۶ و ۱۷ فوریه ۱۹۴۴ میلادی)

بر پایه منشور سازمان ملل متحد از پایان جنگ جهانی دوم تا میانه دهه ۱۹۸۰ (میلادی) (۳ نوامبر ۱۹۸۶) چوک، کوسرائی، یاپ، پوناپی، و جزایر ماریانا در قلمرو تراست جزایر اقیانوس آرام توسط ایالات متحده آمریکا مدیریت می‌شدند. در ۱۹۷۹  کشور ایالات فدرال میکرونزی با اتحاد پوناپی، کوسرائی، چوک، و یاپ پدید آمد و پیمان اتحادیه آزاد را با آمریکا امضا کرد.

## جغرافیا
ایالت یاپ در باختر، ایالت پوناپی در خاور، و کوسرائی در فاصله دوری در خاور ایالت چوک قرار دارند.
تالاب چوک یک مجمع‌الجزایر بزرگ از آبخوست‌های کوهستانی است که رشته‌ای از آبخوست‌های خرد مانند آب‌سنگ حائل، تالاب چوک را در بر گرفته‌اند.
ایالت چوک شامل گروه آب‌خوست‌های دورافتاده کم‌جمعیتی می‌شود. نمونه این آبخوست‌ها ساتاوان در جنوب خاور، جزایر هال (با نام دیگر پافِنگ) در شمال، و آب‌سنگ حلقوی نامونوییتو در شمال باختر هستند. پاتیو از لحاظ فرهنگی به جزیره‌های دورافتاده یاپ نزدیک است. این گروه آبخوست‌ها شامل پولاپ، تاماتام، پلووات، و پولوسوک می‌شود. پاتیو به خاطر داشتن یکی از کهن‌ترین تمدن‌ها در اقیانوس آرام مورد توجه است. امروز نیز ناوبران خبره سنتی کانو در پلووات و پولاپ یافت می‌شوند. به دلیل کمبود امکانات رفت و آمد، بازدید از پاتیو، مشکل است.

## آب و هوا
| داده‌های اقلیم ونو                           | داده‌های اقلیم ونو | داده‌های اقلیم ونو | داده‌های اقلیم ونو | داده‌های اقلیم ونو | داده‌های اقلیم ونو | داده‌های اقلیم ونو | داده‌های اقلیم ونو | داده‌های اقلیم ونو | داده‌های اقلیم ونو | داده‌های اقلیم ونو | داده‌های اقلیم ونو | داده‌های اقلیم ونو | داده‌های اقلیم ونو |
| ماه                                         | ژانویه            | فوریه             | مارس              | آوریل             | مه                | ژوئن              | ژوئیه             | اوت               | سپتامبر           | اکتبر             | نوامبر            | دسامبر            | سال               |
| ------------------------------------------- | ----------------- | ----------------- | ----------------- | ----------------- | ----------------- | ----------------- | ----------------- | ----------------- | ----------------- | ----------------- | ----------------- | ----------------- | ----------------- |
| سابقهٔ بیش‌ترین °C (°F)                       | ۳۳ (۹۱)           | ۳۲ (۹۰)           | ۳۲ (۹۰)           | ۳۳ (۹۲)           | ۳۳ (۹۱)           | ۳۳ (۹۲)           | ۳۳ (۹۲)           | ۳۳ (۹۲)           | ۳۴ (۹۳)           | ۳۳ (۹۲)           | ۳۳ (۹۱)           | ۳۳ (۹۱)           | ۳۴ (۹۳)           |
| میانگین بیش‌ترین °C (°F)                     | ۲۹٫۹ (۸۶)         | ۲۹٫۹ (۸۶)         | ۳۰٫۲ (۸۶)         | ۳۰٫۴ (۸۷)         | ۳۰٫۷ (۸۷)         | ۳۰٫۷ (۸۷)         | ۳۰٫۶ (۸۷)         | ۳۰٫۷ (۸۷)         | ۳۰٫۷ (۸۷)         | ۳۰٫۷ (۸۷)         | ۳۰٫۷ (۸۷)         | ۳۰٫۲ (۸۶)         | ۳۰٫۴ (۸۷)         |
| میانگین روزانه °C (°F)                      | ۲۷٫۴ (۸۱)         | ۲۷٫۵ (۸۲)         | ۲۷٫۶ (۸۲)         | ۲۷٫۷ (۸۲)         | ۲۷٫۸ (۸۲)         | ۲۷٫۷ (۸۲)         | ۲۷٫۴ (۸۱)         | ۲۷٫۴ (۸۱)         | ۲۷٫۵ (۸۲)         | ۲۷٫۶ (۸۲)         | ۲۷٫۷ (۸۲)         | ۲۷٫۶ (۸۲)         | ۲۷٫۶ (۸۲)         |
| میانگین کم‌ترین °C (°F)                      | ۲۴٫۹ (۷۷)         | ۲۵٫۰ (۷۷)         | ۲۵٫۱ (۷۷)         | ۲۵٫۰ (۷۷)         | ۲۴٫۹ (۷۷)         | ۲۴٫۶ (۷۶)         | ۲۴٫۲ (۷۶)         | ۲۴٫۲ (۷۶)         | ۲۴٫۲ (۷۶)         | ۲۴٫۳ (۷۶)         | ۲۴٫۶ (۷۶)         | ۲۵٫۰ (۷۷)         | ۲۴٫۷ (۷۶)         |
| سابقهٔ کم‌ترین °C (°F)                        | ۲۱ (۶۹)           | ۲۱ (۷۰)           | ۲۲ (۷۱)           | ۲۲ (۷۱)           | ۲۱ (۷۰)           | ۲۱ (۷۰)           | ۲۱ (۷۰)           | ۲۱ (۷۰)           | ۲۰ (۶۸)           | ۱۹ (۶۶)           | ۲۱ (۷۰)           | ۲۱ (۷۰)           | ۱۹ (۶۶)           |
| بارندگی میلی‌متر (اینچ)                      | ۲۳۰ (۸٫۹۸)        | ۱۶۰ (۶٫۴۲)        | ۲۳۰ (۹٫۰۵)        | ۲۹۰ (۱۱٫۴۶)       | ۳۵۰ (۱۳٫۹۴)       | ۳۰۰ (۱۱٫۸۴)       | ۳۶۰ (۱۴٫۳۷)       | ۳۵۰ (۱۳٫۷۷)       | ۳۱۰ (۱۲٫۰۷)       | ۳۶۰ (۱۴٫۲۳)       | ۲۸۰ (۱۱٫۱۰)       | ۲۹۰ (۱۱٫۵۵)       | ۳٬۵۳۰ (۱۳۸٫۷۸)    |
| میانگین روزهای بارندگی (≥ ۱.۰ mm)           | ۱۴٫۸              | ۱۲٫۲              | ۱۴٫۹              | ۱۶٫۲              | ۲۱٫۲              | ۲۰٫۳              | ۲۰٫۸              | ۲۱٫۰              | ۱۸٫۶              | ۲۰٫۰              | ۲۰٫۰              | ۱۸٫۸              | ۲۱۸٫۸             |
| درصد رطوبت                                  | ۷۸٫۷              | ۷۷٫۷              | ۷۸٫۷              | ۸۱٫۰              | ۸۲٫۶              | ۸۲٫۹              | ۸۳٫۹              | ۸۳٫۲              | ۸۳٫۰              | ۸۳٫۱              | ۸۱٫۹              | ۸۰٫۸              | ۸۱٫۶              |
| میانگین روزانه ساعت‌های تابش آفتاب           | ۱۹۵٫۳             | ۱۹۷٫۸             | ۲۱۷٫۰             | ۱۹۵٫۰             | ۱۹۲٫۲             | ۱۸۰٫۰             | ۱۹۵٫۳             | ۱۹۵٫۳             | ۱۷۷٫۰             | ۱۶۱٫۲             | ۱۶۲٫۰             | ۱۶۷٫۴             | ۲٬۲۳۵٫۵           |
| منبع شماره ۱: رصدخانه هنگ‌کنگ (۱۹۶۱ تا ۱۹۹۰) |                   |                   |                   |                   |                   |                   |                   |                   |                   |                   |                   |                   |                   |
| منبع شماره ۲: NOAA                          |                   |                   |                   |                   |                   |                   |                   |                   |                   |                   |                   |                   |                   |

در ژوئیه ۲۰۰۲ توفان چاتان و باران شدید، بدترین فاجعه آب و هوایی در میکرونزی بود که باعث بیش از ۳۰ مورد رانش زمین شد. مرگ ۴۵ نفر و زخمی شدن چندین نفر از اثرات این رانش زمین بود.

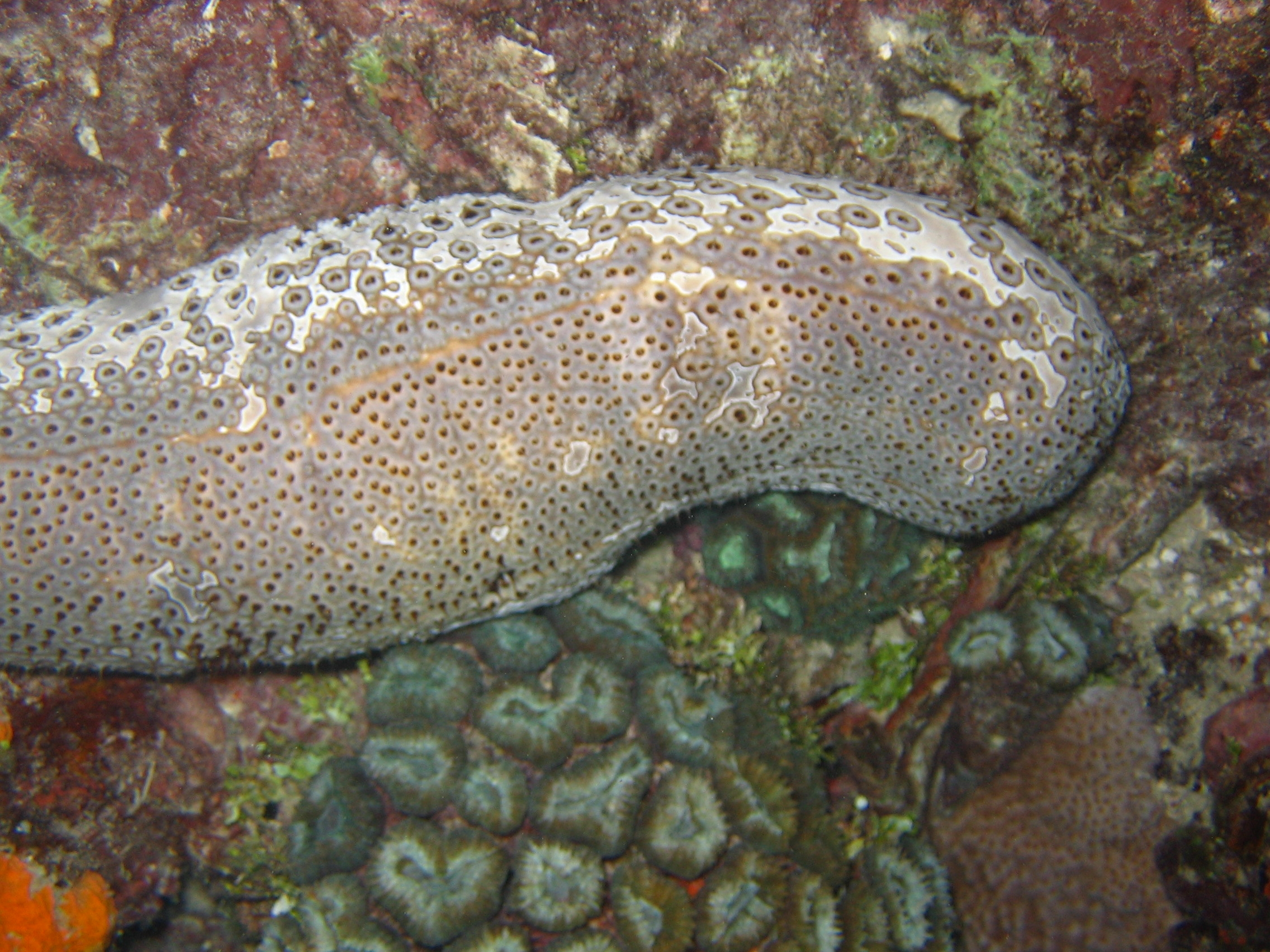
خیار دریایی

## جمعیت‌شناسی
چوک با ۵۰,۰۰۰ نفر جمعیت و ۱۲۰ کیلومتر مربع (۴۶ مایل مربع) مساحت، پر تراکم جمعیت‌ترین ایالت کشور ایالات فدرال میکرونزی است. بیشترین جمعیت ایالات چوک در تالاب چوک زندگی می‌کنند. آبخوست ونو در کولاب چوک، پایتخت ایالت چوک و بزرگترین شهر ایالات فدرال میکرونزی است.
چوک پرجمعیت‌ترین ایالت کشور ایالات فدرال میکرونزی است. در سرشماری آوریل سال ۲۰۰۰، ۵۳,۵۹۵ نفر در آن زندگی می‌کردند. در آوریل سال ۲۰۱۰، ۴۸,۶۵۴ نفر ساکن چوک بودند. ۶۰۰ نفر از این مردم در اومان زندگی می‌کردند.

## فرهنگ

### انجمن عیسی
انجمن عیسی یک مدرسه مذهبی در آبخوست ونو را مدیریت می‌کند. دبیرستان خاویر (میکرونزی) در گذشته، مرکز ارتباط ژاپنی‌ها بوده‌است. این مدرسه آموزش و پرورش مختلط از دیگر گروه آبخوست‌های ایالات فدرال میکرونزی و پالائو و جزایر مارشال دانش‌آموز می‌پذیرد. آموزگاران آن افراد مذهبی و غیر مذهبی هستند که از ایالات فدرال میکرونزی، آمریکا، اندونزی، ژاپن، و استرالیا می‌آیند. همه آموزگاران غیر مذهبی، داوطلب هستند.

### تسخیر روحی
با وجود این‌که جامعه چوک عمدتاً جامعه‌ای مسیحی است اما برخی باورهای سنتی ازجمله باور به حلول روح مردگان در بدن زندگان هنوز رایج است. بنا بر این باور، ارواح معمولاً در زمان دعواهای خانوادگی به میان می‌آیند و بیشتر از طریق حلول به جسم یکی از زنان فامیل به اعضای خانواده اندرز می‌دهند تا با یکدیگر رفتار بهتری داشته‌باشند.

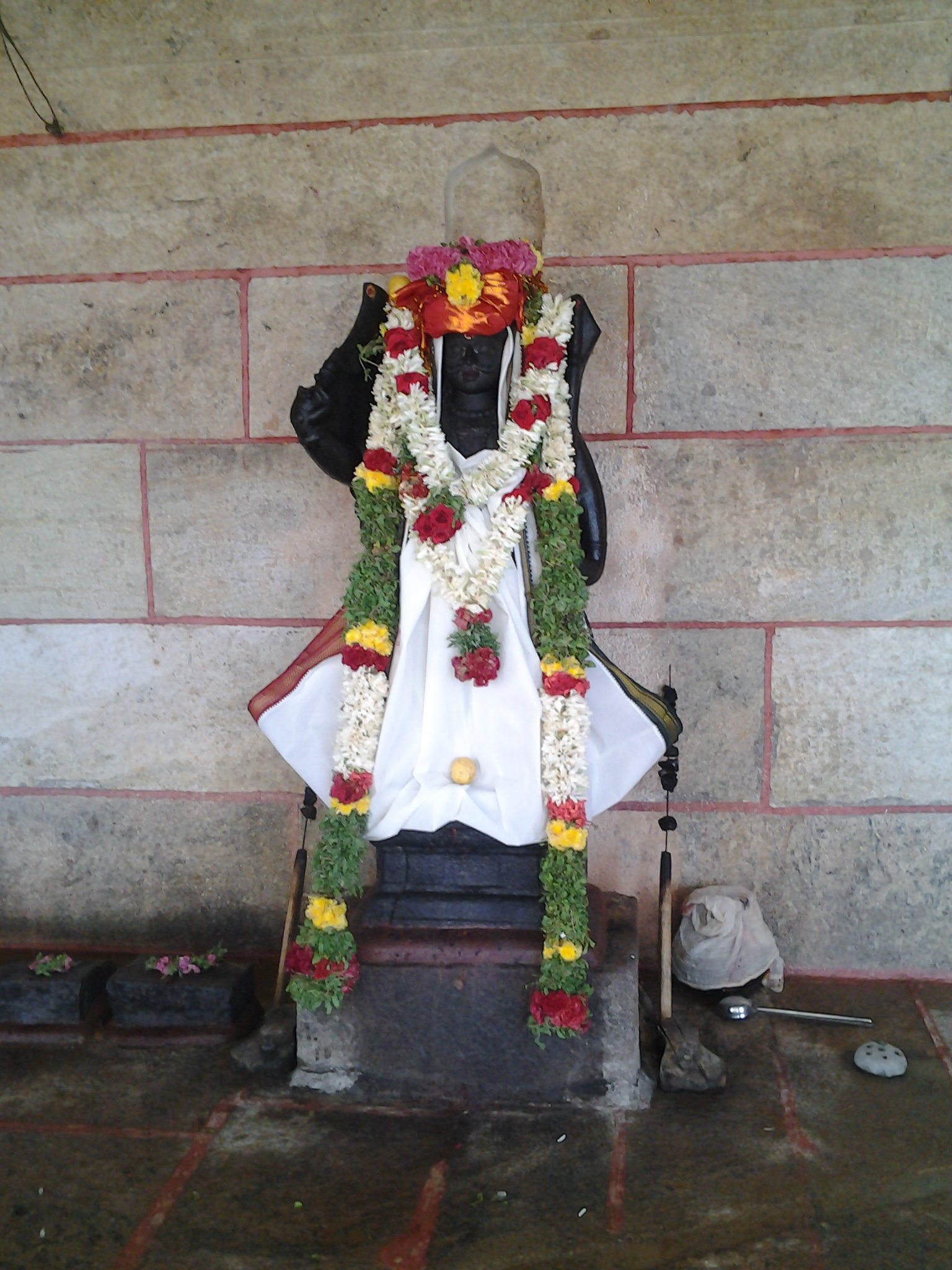

### ارجاع‌های فرهنگی
کارول سورانس در کتاب علمی–تخیلی خود ترانه آب‌سنگ به زبان چوکی‌ای، رفتار با مهمانان، و برخی باورها، اشاره کرده‌است.

## شهرداری‌ها
از ۴۰ منطقه شهرداری در ایالت چوک، ۱۶ تای آن در تالاب چوک و ۲۴تای آن در آبخوست‌های دور افتاده هستند. در جدول زیر نام منطقه‌های شهرداری و جمعیت آن بر پایه سرشماری آوریل سال ۲۰۱۰ آمده‌اند:

### تالاب چوک

#### گروه آبخوست‌های فایچوک (شیچیو)
- پاتا (۱,۹۵۰)
- پوله (۱,۸۵۱)
- تل (۵,۱۲۹)
- ونئی (۱,۲۷۱)

#### گروه آبخوست‌های نوم‌ویسوفو

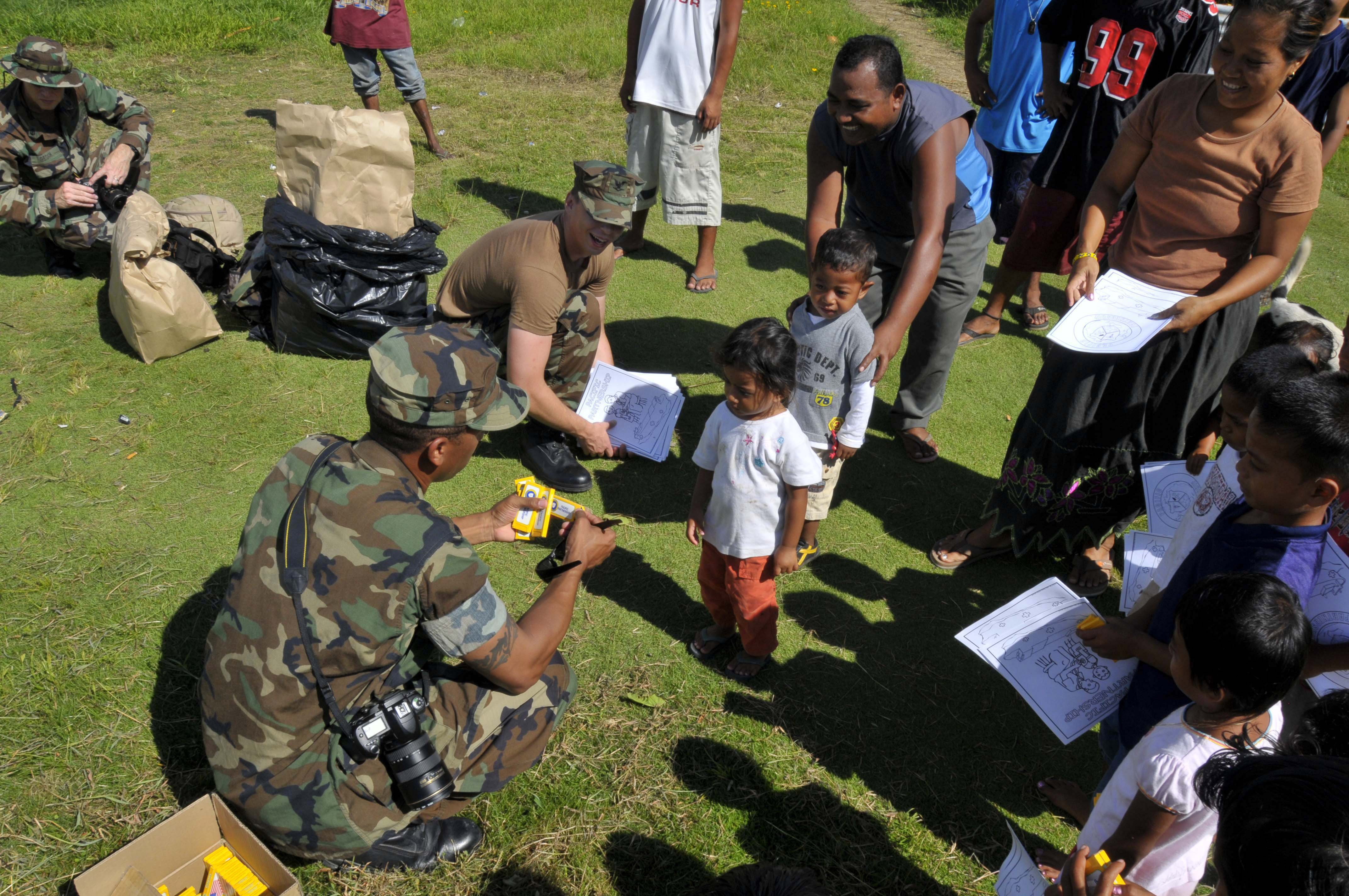
سربازان نیروی دریایی ایالات متحده آمریکا به کودکان آبخوست اودُت هدیه می‌دهند. (اوت ۲۰۰۸)

- ائوت (جزیره) (۳۸۲)
- فالا-بگوئتس (۶۸۱)
- رومانوم (۱,۰۱۱)
- اودت (۱,۷۷۴)

#### گروه آبخوست‌های نامونئاس (شیکی)
نامونئاس شمالی
- فونو (۳۹۷)
- پیس-پانئو (۵۲۳)
- ونو (۱۳,۸۰۲)

نامونئاس جنوبی
- ففان (۴,۰۶۲)
- پارم (۳۸۵)
- تونوواس (۳,۹۱۰)
- تسیس (۴۹۰)

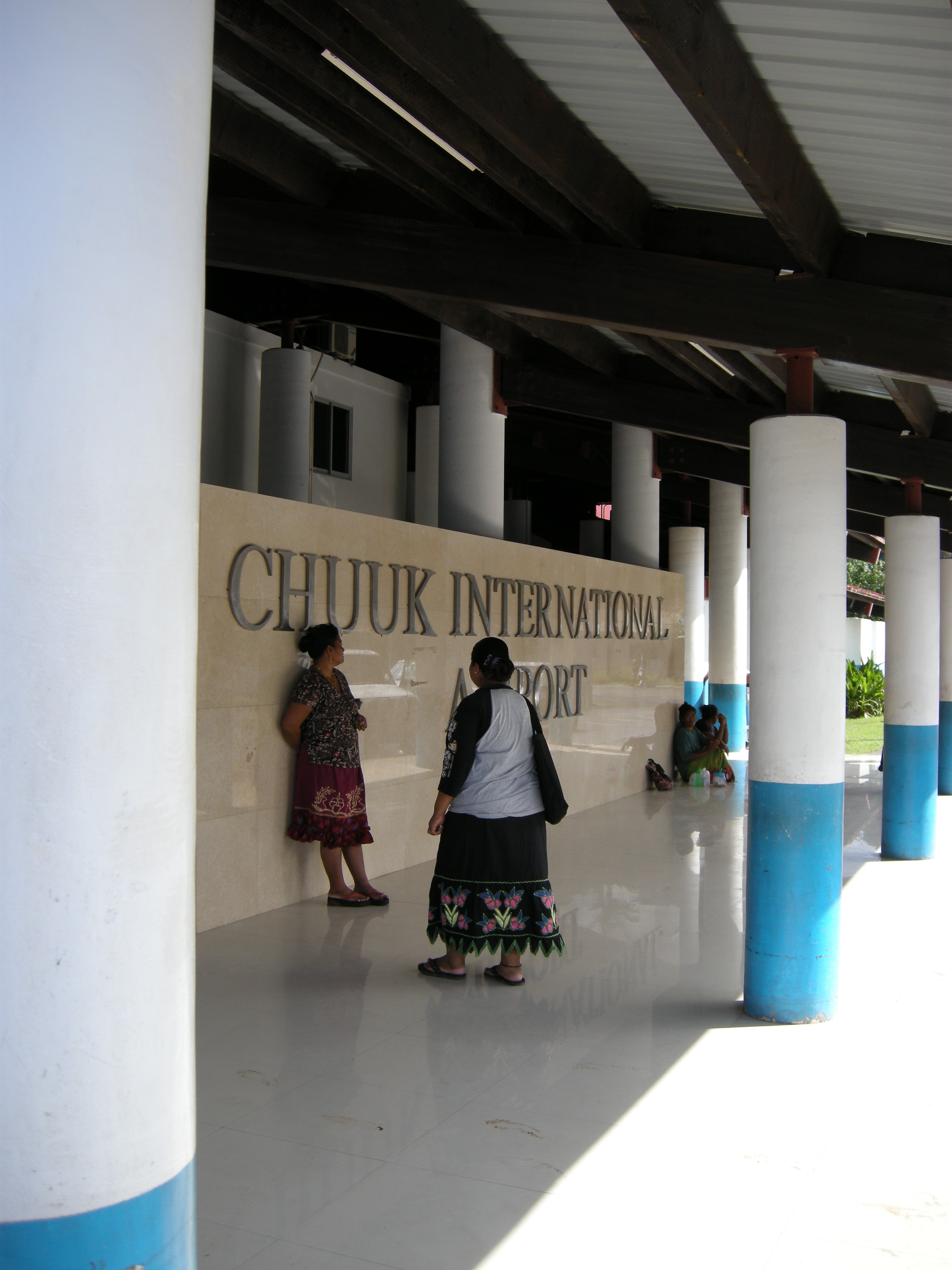
فرودگاه بین‌المللی چوک، تنها فرودگاه ایالت چوک در ونو

- اومان، چوک (آب‌سنگ حلقوی کوئوپ بدون سکنه) (۲,۸۴۷)

### جزایر مورتلوک

#### جزایر نوموئییا جزایر مورتلوک علیا
- آب‌سنگ حلقوی اتال (۲۶۷)
- لوکونور (۹۲۷)
- اونیوپ (آبخوست خرد در باختر آب‌سنگ حلقوی لوکونور) (۵۰۵)
- ساتاوان (۹۵۵)
- کوتو (آبخوست خرد در باختر آب‌سنگ حلقوی ساتاوان)
- موچ (آبخوست خرد در شمال آب‌سنگ حلقوی ساتاوان)
- تا (آبخوست خرد در جنوب خاور آب‌سنگ حلقوی ساتاوان)

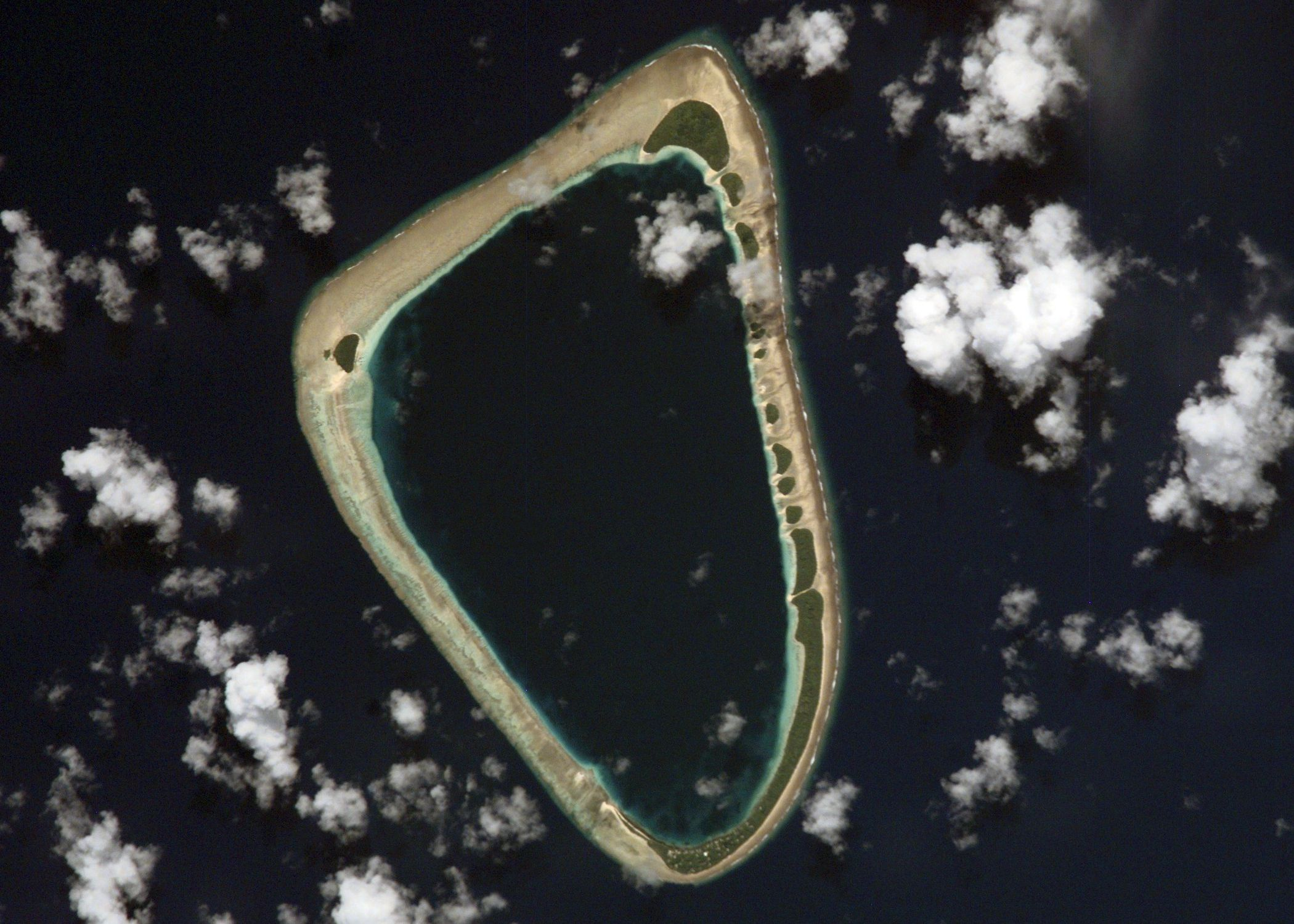
آب‌سنگ حلقوی اتال از دید ماهواره اداره کل ملی هوانوردی و فضا (ناسا)

#### جزایر مورتلوک علیا
- ناما (۹۹۵)
- لوساپ (۴۴۸)
- پیس-لوساپ (آبخوست خرد آب‌سنگ حلقوی لوساپ)

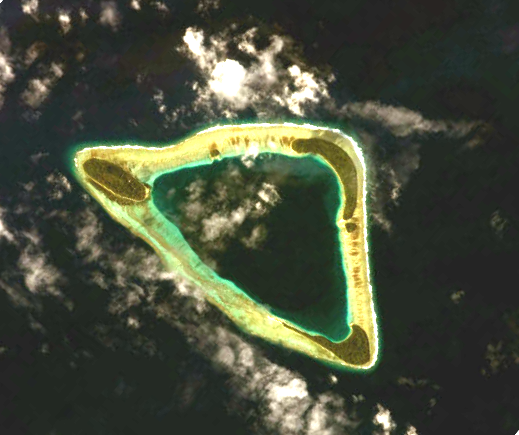
آب‌سنگ حلقوی نامولوک از دید ماهواره اداره کل ملی هوانوردی و فضا (ناسا)

- نامولوک (۴۰۷)

### آبخوست‌های دورافتاده شمال باختر

#### جزایر هال(شمال)
- فانانو، میکرونزی (خاوری‌ترین آبخوست خرد آب‌سنگ حلقوی نوم‌وین)
- آب‌سنگ حلقوی موریلو
- نوم‌وین (به همراه آب‌سنگ حلقوی فایو بدون سکنه)
- روئو (آبخوست خرد در جنوب خاور آب‌سنگ حلقوی موریلو)

#### نامونوییتو (جزایر ماگور) در شمال باختر

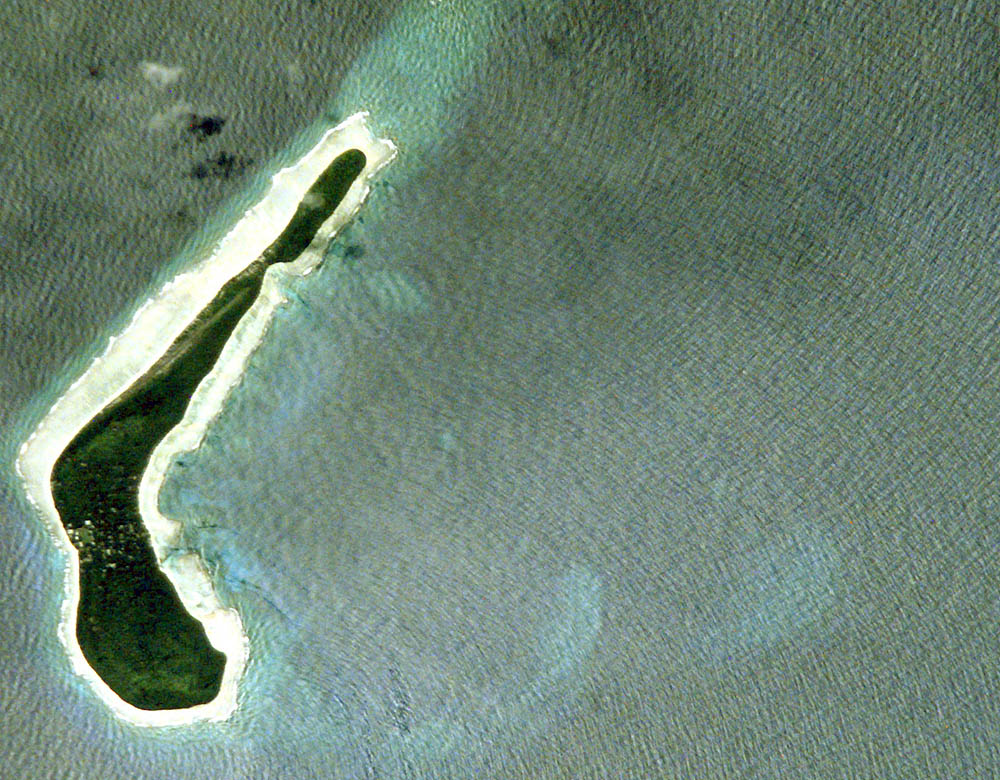
آبخوست اولول از دیده ماهواره اداره کل ملی هوانوردی و فضا (ناسا)

- ماگور یا ماکور
- اُناری یا اونانو
- انو
- پیساراس
- اولول

#### آبخوست‌هایپاتیو(شمال باختری‌ترین)
- پولاپ (آبخوست خرد در شمال آب‌سنگ حلقوی پولاپ)
- پلووات
- پولوسوک
- تاماتام (آبخوست خرد در جنوب آب‌سنگ حلقوی پولاپ به همراه آبخوست خرد فانادیک در مرکز)

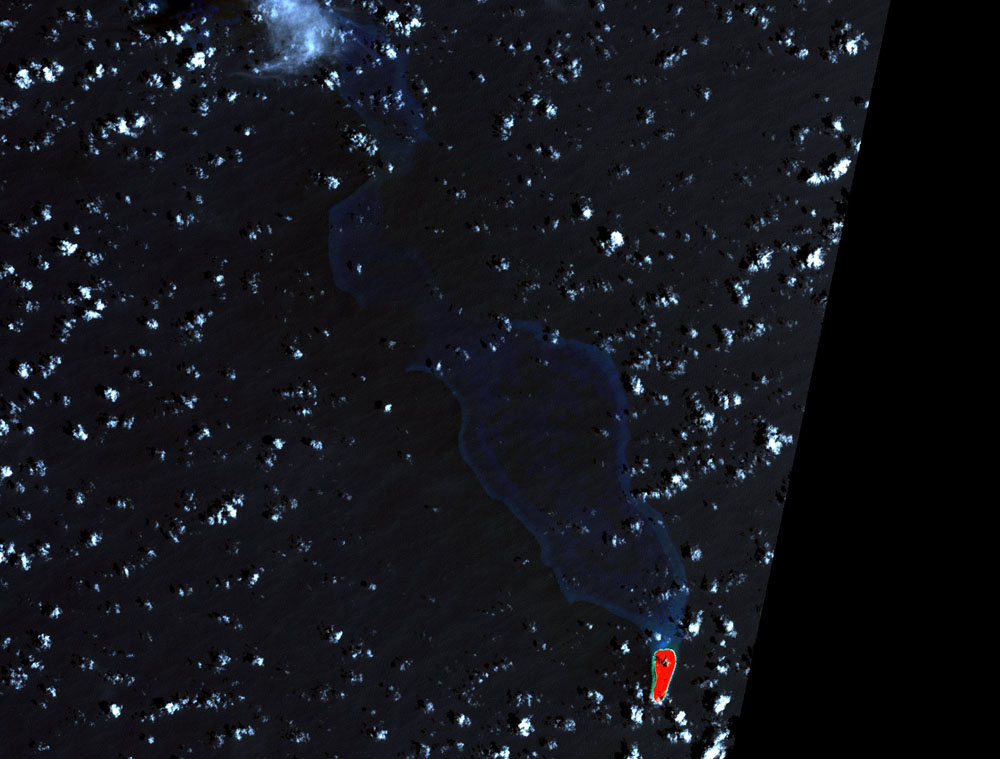
آب‌سنگ حلقوی پولوسوک از دید ماهواره لندست

## آموزش و پرورش
وزارت آموزش و پرورش ایالت چوک مدرسه‌های دولتی زیر را مدیریت می‌کند:

### مدرسه‌های دولتی[۳]
- دبیرستان چوک در ونو
- دبیرستان فایچوک
- دبیرستان موچ
- دبیرستان مورتلوک
- دبیرستان نامونئآس جنوبی[۴]
- دبیرستان ونو[۴]

### مدرسه‌های دوره راهنمایی خصوصی[۴]
- دبیرستان مسیحی برئا در ونو
- فرهنگستان چوک سارامن
- دبیرستان خاویر (میکرونزی) در ونو
- دبیرستان مسیحی میزپاه
- دبیرستان ادونتیست روز هفتم[۳]

### دبستان‌های خصوصی[۳]
- فرهنگستان فانوس دریایی پِنتِکُستال
- مدرسه سنت سسیلیا
- مدرسه ادونتیست روز هفتم